# Hieracium nigritum
Hieracium nigritum es una especie de planta con flor del género Hieracium, de la familia Asteraceae, orden Asterales.

## Distribución
Hieracium nigritum se distribuye por Austria, Chequia-Eslovaquia, Polonia, Rumanía y Ucrania.

## Taxonomía
Fue descrita científicamente por Uechtr.